# Canal de Crozier
El canal de Crozier és un cos d'aigua que es troba a la part central de l'arxipèlag àrtic canadenc als Territoris del Nord-oest, el Canadà. Separa l'illa del Príncep Patrick, al nord-oest, de l'illa Eglinton, al sud-est. S'obre a l'estret de McClure a l'extrem sud. Rep el seu nom en honor de l'explorador Francis Crozier, desaparegut a l'Àrtida en l'Expedició perduda de Franklin.